# Sanford Myron Zeller
Sanford Myron Zeller (Coldwater, 19 ottobre 1885 – Corvallis, 4 novembre 1948) è stato un micologo statunitense.
Nato a Coldwater, Michigan da Peter Zeller e Della Plumb, ha studiato al Lawrence College nel Wisconsin, poi al Greenville College nell'Illinois, da cui ha conseguito un Bachelor of Science nel 1909.  Nel 1917 ha conseguito il dottorato in botanica presso la Washington University di St. Louis, e due anni dopo ha iniziato un periodo di 29 anni come fitopatologo e professore presso la Oregon Agricultural Experiment Station a Corvallis, Oregon. Durante la sua carriera ha pubblicato oltre 150 articoli scientifici. Zeller si specializzò nei funghi gasteroidi.
Zeller ha descritto 3 ordini, 9 famiglie, 7 generi, 81 specie di funghi e ha pubblicato 29 nuovi nomi e combinazioni, oltre a 3 generi, 62 specie e 59 combinazioni in collaborazione con altri scienziati.
Dal 1924 al 1930 è stato redattore associato della rivista scientifica Phytopathology.
Ha sposato Ethel Mary Bardell (1889-1967) da cui ha avuto la figlia Joanne (1927-2020).
È morto il 4 novembre 1948, all'età di 64 anni, a Corvallis, Contea di Benton, Oregon ed è sepolto nel Mount Crest Abbey Mausoleum di Salem, Contea di Marion, Oregon.

## Taxa che portano il suo nome
- Aleurodiscus zelleri Burt 1926
- Armillaria zelleri DE Stuntz & AHSm. 1949
- Boletellus zelleri (Murrill) Cantante, Snell & EADick 1960
- Boletus zelleri (Murrill) Murrill 1912
- Ceriomyces zelleri Murrill 1912
- Craterellus zelleri Burt 1926
- Elasmomyces zellerianus Singer & AHSm. 1960
- Exidia Zelleri Lloyd 1920
- Godronia zelleri Seaver 1945
- Macowanites zellerianus (Singer & AHSm.) Trappe, T.Lebel & Castellano 2002
- Polyporus zelleri Murrill 1915
- Rhizopogon zelleri AHSm. 1966
- Russula zelleri Radica. 1936
- Tricholoma zelleri (DEStuntz & AHSm.) Ovrebo & Tylutki 1975
- Xerocomus zelleri (Murrill) Snell 1944
- Zelleromyces Singer & AHSm. 1960